# Stonewash und Wildwash Creek
Stonewash und Wildwash Creek waren zwei Wildwasserbahnen im Phantasialand Brühl bei Köln. Ursprünglich bildeten beide Teile eine gemeinsame Attraktion, die die erste Bahn ihrer Art in Deutschland war. Während die meisten Wildwasserbahnen zu der Zeit von der amerikanischen Firma Arrow stammten, wurde die Bahn im Phantasialand in Eigenregie gebaut.
Die letzte äußere Erscheinung war geprägt durch eine mit Wasser bedeckte Fläche, über die die mit Holzpfeilern gestützte Warteschlange geführt wurde, Bepflanzung, die die höher liegenden Streckenbereiche begrünte und künstliche Felsmassive, die sowohl die Stützkonstruktionen der Lifte verkleiden als auch die Funktion der Tunnelbildung erfüllen. Zum Ende der Sommersaison 2011 wurden die Bahnen geschlossen und abgerissen.

## Geschichte
Die Ursprungsform beider Wasserbahnen wurde zusammen mit dem Themenbereich Western im Jahre 1974 eröffnet. Das neue Fahrgeschäft war ein großer Erfolg bei den Besuchern, was auch hohe Wartezeiten zur Folge hatte. Dieser Zustand hielt auch Jahre später noch an, bis die Kapazität den steigenden Besucherzahlen des Parks schließlich nicht mehr gewachsen war.
Man beschloss deshalb die Attraktion zu teilen, um die Kapazität zu erhöhen. Der Verlust an Fahrtlänge und Abfahrten pro Bahn musste dabei in Kauf genommen werden. Den Umbau führte das Phantasialand in Eigenregie mit Unterstützung durch die Firma Mack Rides für die Lifttechnik durch. Ab 1992 teilten sich daher zwei getrennte Bahnen die Station und den außenliegenden Warteschlangenbereich. Zudem wurde ein Fotosystem beim Umbau in beide Teile der Attraktion installiert. 
Das äußere Erscheinungsbild änderte sich ein weiteres Mal, als im Jahre 1996 der Westernbereich durch die Minenachterbahn Colorado Adventure erweitert wurde. Auf Grund der geringen zur Verfügung stehenden Fläche des Phantasialands wurden Teilabschnitte der Wasserkanäle in die Landschaft der neuen Achterbahn integriert, um Teile der Strecke auch darüber anlegen zu können. Dies eröffnete den Insassen der Boote die Möglichkeit, während der Fahrt den Streckenverlauf und die Thematisierung des angrenzenden Fahrgeschäfts zu betrachten.
Nach dem Abriss wurden Stonewash und Wildwash Creek 2014 an gleicher Stelle durch eine neue Wasserbahn mit dem Namen Chiapas ersetzt.
Anfang 2012 versteigerte das Phantasialand Boote und Bauteile der alten Wildwasserbahnen bei eBay. Der hierbei erzielte Erlös von 4.680 € kam gänzlich sozialen Zwecken zugute.

## Fahrtbeschreibung
Von der Station aus gesehen war Wildwash Creek die in Fahrtrichtung linke der Bahnen mit dem etwas höheren Lifthügel. Die zwei Bahnen waren zwar nicht identisch, enthielten aber im Grunde die gleichen Fahrelemente. So wurde dem Besucher beispielsweise auf beiden Strecken eine hohe und eine mittelhohe Abfahrt geboten. Außerdem erlebten die Insassen in beiden Fahrten die Tunnel und Überdachungen im Westernstil sowie Begegnungen mit der Achterbahn Colorado Adventure.